# Blair (Name)
Blair ist ein Familienname sowie männlicher und weiblicher Vorname.

## Herkunft und Bedeutung
Blair ist ein ursprünglich ortsbezogener Familienname schottischer Herkunft, abgeleitet von verschiedenen gleichlautenden Ortsnamen in Schottland. Der Ortsname seinerseits ist abgeleitet von gälisch blár mit der Bedeutung „Ebene, Flachland; Feld; Schlachtfeld“. Von diesem Familiennamen wiederum ist ein gleichlautender männlicher und weiblicher Vorname abgeleitet, der auch gerne als Mittelname vergeben wird. Der Vor- und Familienname ist heute im gesamten englischen Sprachraum, jedoch überwiegend außerhalb Europas, verbreitet.

## Namensträger

### Familienname
- Adam Blair (* 1986), neuseeländischer Rugby-League-Spieler
- Adrian Blair (* 1943), australischer Boxer
- Allan Blair (1900–1948), Mediziner und Professor an der University of Alabama
- Andrew Blair (Schriftsteller) (1849–1885), schottischer Arzt und Schriftsteller
- Andrew George Blair (1844–1907), kanadischer Politiker
- Andy Blair (Eishockeyspieler) (1908–1977), kanadischer Eishockeyspieler
- Andy Blair (Fußballspieler) (* 1959), schottischer Fußballspieler
- Andy Blair (Tennisspieler) (* 1989), deutscher Tennisspieler
- Archibald Blair (1771–1815), Meeresvermesser in der British East India Company
- Austin Blair (1818–1894), US-amerikanischer Politiker
- Ben Blair (* 1979), neuseeländischer Rugby-Union-Spieler
- Bernard Blair (1801–1880), US-amerikanischer Politiker
- Betsy Blair (1923–2009), US-amerikanische Schauspielerin
- Bill Blair (Baseballspieler, 1863) (1863–1890), US-amerikanischer Baseballspieler
- Bill Blair (Rennfahrer) (1911–1995), US-amerikanischer Rennfahrer
- Bill Blair (Baseballspieler, 1921) (1921–2014), US-amerikanischer Baseballspieler
- Bill Blair (Basketballtrainer) (* 1942), US-amerikanischer Basketballtrainer
- Bill Blair (Schauspieler) (* 1954), US-amerikanischer Schauspieler
- Bill Blair (Politiker) (* 1954), kanadischer Politiker
- Bonnie Blair (* 1964), US-amerikanische Eisschnellläuferin
- Bre Blair (* 1980), kanadische Schauspielerin
- Catherine Hogg Blair (1872–1946), schottisch-britische Suffragette, Friedensrichterin und Gründerin des Scottish Women’s Rural Institutes
- Cherie Blair (* 1954), englische Rechtsanwältin
- Chris Blair (* 1978), neuseeländischer Badmintonspieler
- Claude Blair (1922–2010), britischer Historiker
- Clay Blair (1925–1998), US-amerikanischer Historiker und Sachbuchautor
- Clyde Blair (1881–1953), US-amerikanischer Sprinter
- Curtis Blair (* 1970), US-amerikanischer Basketballschiedsrichter
- Danny Blair (1905–1985), schottischer Fußballspieler
- DeJuan Blair (* 1989), US-amerikanischer Basketballspieler
- Dennis C. Blair (* 1947), US-amerikanischer Admiral
- Dennis H. Blair (* 1954), US-amerikanischer Baseballspieler
- Eileen Blair (1905–1945), britische Psychologin, Teilnehmerin am Spanischen Bürgerkrieg und erste Frau von George Orwell
- Eliza Blair (* 1976), australische Ruderin
- Eric Blair, Geburtsname von George Orwell (1903–1950)
- Francis Preston Blair (1791–1876), US-amerikanischer Journalist und Politiker
- Francis Preston Blair junior (1821–1875), US-amerikanischer General
- Frederick H. Blair (1874–1939), kanadischer Organist, Chordirigent, Pianist und Musikpädagoge
- Gwenda Blair (* 1943), US-amerikanische Journalistin, Hochschullehrerin und Sachbuchautorin
- Henry W. Blair (1834–1920), US-amerikanischer Politiker
- Hugh Blair (1718–1800), schottischer Geistlicher, Schriftsteller und Rhetoriker
- Ian Blair, Baron Blair of Boughton (1953–2025), britischer Polizeioffizier und Life Peer
- Jacob B. Blair (1821–1901), US-amerikanischer Politiker
- James Blair (Politiker) (um 1790–1834), US-amerikanischer Politiker (South Carolina)
- James Blair (General) (1828–1905), schottischer General
- James Blair (Ruderer) (1909–1992), US-amerikanischer Ruderer
- James Blair (Fotograf), US-amerikanischer Fotograf
- James G. Blair (1825–1904), US-amerikanischer Politiker
- James P. Blair (1931–2021), US-amerikanischer Fotograf
- James T. Blair (1902–1962), US-amerikanischer Politiker
- Janet Blair (1921–2007), US-amerikanische Schauspielerin
- Jim Blair (Fußballspieler) (1947–2011), schottischer Fußballspieler
- Jim Blair (Produzent), US-amerikanischer Musicalproduzent
- Jimmy Blair (Fußballspieler, 1883) (James Blair; 1883–1913), schottischer Fußballspieler
- Jimmy Blair (Fußballspieler, 1888) (James Blair; 1888–1964), schottischer Fußballspieler
- Jimmy Blair (Fußballspieler, 1918) (James Alfred Blair; 1918–1983), schottischer Fußballspieler
- John Blair junior (1732–1800), amerikanischer Jurist und Politiker
- John Blair (Politiker) (1790–1863), amerikanischer Politiker, Tennessee
- John Blair (Fußballspieler, 1881) (1881–1934), irischer Fußballspieler
- John Blair (Fußballspieler, 1898) (1898–1974), englischer Fußballspieler
- John Blair (Fußballspieler, 1905) (1905–1972), schottischer Fußballspieler
- John Blair (Musiker) (1943–2006), amerikanischer Jazzgeiger und Sänger
- Jon Blair (Jonathan Roy Blair; * 1950), britischer Filmproduzent, Filmregisseur und Drehbuchautor
- Joyce Blair, bekannt auch als Miss X (1932–2006), britische Schauspielerin
- Kelly Blair (* 1970), US-amerikanische Siebenkämpferin
- Kenneth Gloyne Blair (1882–1952), englischer Entomologe
- Kitty Blair (* 1985), deutsche Pornodarstellerin
- Lee Blair (1903–1966), US-amerikanischer Jazz-Gitarrist und Banjospieler
- Lee Blair (Maler) (1911–1993), US-amerikanischer Maler
- Leonard Paul Blair (* 1949), Bischof von Toledo
- Linda Blair (* 1959), US-amerikanische Schauspielerin
- Macon Blair (* 1974), US-amerikanischer Schauspieler, Regisseur, Drehbuchautor sowie Produzent
- Mary Blair (1911–1978), US-amerikanische Künstlerin
- Matt Blair (* 1950), US-amerikanischer Footballspieler
- Mike Blair (* 1981), schottischer Rugbyspieler
- Montgomery Blair (1813–1883), US-amerikanischer Politiker
- Niall Blair (* 1977), australischer Politiker, Mitglied des Parlaments und Minister von New South Wales
- Patricia Blair (1933–2013), US-amerikanische Schauspielerin
- Patrick Blair († 1728), schottischer Arzt und Botaniker
- Paul Blair (1942–2011), US-amerikanischer Journalist, Hörfunkmoderator und Verleger
- Paul Blair (Baseballspieler) (1944–2013), US-amerikanischer Baseballspieler
- Peter Blair (1932–1994), US-amerikanischer Ringer
- Phoebe Blair-White (1894–1991), irische Tennisspielerin
- Ralph Blair (* 1939), US-amerikanischer Autor und Psychotherapeut
- Robert Blair (Poet) (1699–1746), schottischer Poet
- Robert Blair (Astronom) (1748–1828), schottischer Astronom
- Robert Blair (Badminton) (* 1981), britischer Badmintonspieler
- Robert James Blair (* 1981), britischer Badmintonspieler
- Ron Blair (* 1948), US-amerikanischer Bassist
- Sallie Blair (1934–1992),  US-amerikanische Sängerin
- Samuel Blair (1935–2010), irischer Badmintonspieler
- Samuel Steel Blair (1821–1890), US-amerikanischer Politiker
- Selma Blair (* 1972), US-amerikanische Schauspielerin
- Terry Blair (1961–2024), US-amerikanischer Serienmörder
- Tony Blair (* 1953), britischer Politiker und Premierminister (1997–2007)
- Vivien Lyra Blair (* 2012), US-amerikanische Kinderdarstellerin
- W. Frank Blair (1912–1984), US-amerikanischer Zoologe und Ökologe
- Wayne Blair (* 1971), australischer Filmregisseur und Produzent
- William Blair (Politiker, 1820) (1820–1880), US-amerikanischer Politiker, Wisconsin State Senator
- William Blair (Politiker, vor 1829) (vor 1829–1841), britischer Politiker, Parlamentsmitglied für Ayrshire 1829–1832
- William Blair (Politiker, 1836) (1836–1919), kanadischer Politiker
- William Blair-Bell (1871–1936), britischer Gynäkologe und Geburtshelfer
- William Blair Tennent (1898–1976), neuseeländischer Politiker
- William McCormick Blair Jr. († 2015), US-amerikanischer Diplomat
- Wren Blair (1925–2013), kanadischer Eishockeytrainer und -funktionär
- Yasmine Blair (* 1983), österreichisch-amerikanische Moderatorin
- Zach Blair (* 1974), US-amerikanischer Leadgitarrist und Background-Sänger der Band Rise Against
- Zachary Blair, US-amerikanischer American-Football-Spieler

### Männlicher Vorname
- Blair Cameron Bann (* 1988), kanadischer Volleyballspieler
- Blair Chapman (* 1956), kanadischer Eishockeyspieler
- Blair Horn (* 1961), kanadischer Ruderer, Olympiasieger
- Blair Jones (* 1986), kanadischer Eishockeyspieler
- Blair Lee III. (1916–1985), US-amerikanischer Politiker
- Edmund Blair Leighton (1852–1922), britischer Maler
- Charles Blair Macdonald (1855–1939), US-amerikanischer Golfspieler und Golfarchitekt
- Blair Moody (1902–1954), US-amerikanischer Politiker
- Blair Redford (* 1983), US-amerikanischer Schauspieler
- John Blair Smith Todd (1814–1872), US-amerikanischer Politiker
- Blair Underwood (* 1964), US-amerikanischer Schauspieler
- Blair Walsh (* 1990), US-amerikanischer American-Football-Spieler

### Weiblicher Vorname
- Blair Brown (* 1946), US-amerikanische Schauspielerin
- Laurel Blair Salton Clark (1961–2003), US-amerikanische Raumfahrerin
- Heidi Blair Pratt (* 1986), US-amerikanische Reality-TV Darstellerin